# Пітер Догерті (футболіст)
Пітер Догерті (англ. Peter Doherty; 5 червня 1913, Марафелт — 6 квітня 1990, Полтон-лі-Файлд) — північноірландський футболіст, що грав на позиції нападника. Входить до почесного списку «100 легенд Англійської футбольної ліги», член Зали слави англійського футболу.
Виступав, зокрема, за клуб «Манчестер Сіті» та «Дербі Каунті», а також збірну Ірландії.
По завершенні ігрової кар'єри — тренер. Очолював збірну Північної Ірландії, яку вперше в історії вивів на чемпіонат світу.

## Клубна кар'єра
Розпочинав грати у Північній Ірландії за «Колрейн» та «Гленторан», після чого 1933 року відправився до Англії у «Блекпул», в якому провів три сезони.
Своєю грою за цю команду привернув увагу представників тренерського штабу клубу «Манчестер Сіті», до складу якого приєднався 1936 року. Грав за команду з Манчестера аж о початку Другої світової війни. За цей час виборов титул чемпіона Англії.
Під час війни був призваний у Повітряні сили Великої Британії, проте і надалі був зареєстрований як гравець «Манчестер Сіті», забивши 60 голів у 89 матчах воєнного часу, які, як правило, не були включені в офіційні звіти. Він також грав у матчах інших клубів по всій країні: «Порт Вейл», «Блекберн Роверз», «Дербі Каунті», «Бірмінгем», «Брентфорд», «Грімсбі Таун», «Лінкольн Сіті», «Ліверпуль», «Манчестер Юнайтед», «Вест Бромвіч Альбіон» і «Волсолл».
Після закінчення війни перейшов в «Дербі Каунті», з яким він виграв Кубок Англії, забивши гол у фінальному матчі проти «Черльтона» (4:1). З 1946 року продовжував грати за «Гаддерсфілд Таун», забивши 33 голів в 83 матчах.
Завершив професійну ігрову кар'єру у клубі «Донкастер Роверз», за який виступав протягом 1949—1953 років у другому і третьому англійському дивізіонах і був граючим тренером.

## Виступи за збірну
6 лютого 1935 року дебютував в офіційних іграх у складі збірної Ірландії в матчі Британського домашнього чемпіонату з Англією (1:2). Протягом кар'єри у національній команді провів у формі головної команди країни лише 16 матчів, забивши 3 голи.

## Кар'єра тренера

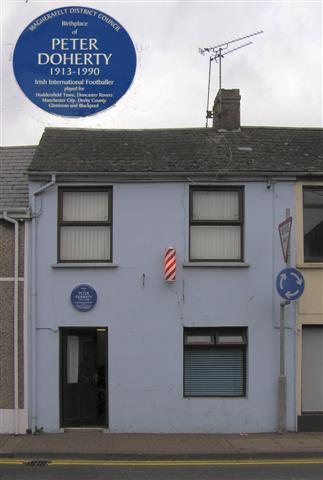
Меморіальна дошка на будинку, в якому народився Пітер Догерті у Марафелті.

Розпочав тренерську кар'єру, ще продовжуючи грати на полі, 1949 року, очоливши тренерський штаб клубу «Донкастер Роверз». У 1953 році, після виходу на пенсію, він залишився в клубі тільки як тренер. Він працював там до 1958 року. У той же час в 1951 році Догерті став тренером збірної Північної Ірландії. У цій ролі він дебютував 6 жовтня 1951 року в програному з рахунком 0:3 поєдинку британського домашнього чемпіонату з Шотландією.
Під керівництвом Пітера Догерті Північна Ірландія кваліфікувалась на чемпіонат світу 1958 року у Швеції, де провела п'ять матчів: проти Чехословаччини (1:0), Аргентини (1:3), Німеччини (2:2), Чехословаччини (2:1) і Франції (0:4), і закінчила турнір на чвертьфіналі. В подальшому тренував збірну до 1962 року і в цілому очолював її в 51 зустрічі.
Паралельно працював у клубному футболі з «Бристоль Сіті», головним тренером якого Пітер Догерті був з 1958 по 1960 рік.
Пізніша став скаутом «Ліверпуля», допомагаючи розшукувати таланти, зокрема Кевіна Кігана.
Помер 6 квітня 1990 року на 77-му році життя.

## Досягнення
- Володар Кубка Північної Ірландії (1):

«Дербі Каунті»: 1932-33
- Чемпіон Англії (1):

«Манчестер Сіті»: 1936-37
- Володар Суперкубка Англії (1):

«Манчестер Сіті»: 1937
- Володар Кубка Англії (1):

«Дербі Каунті»: 1945-46